# Aaru

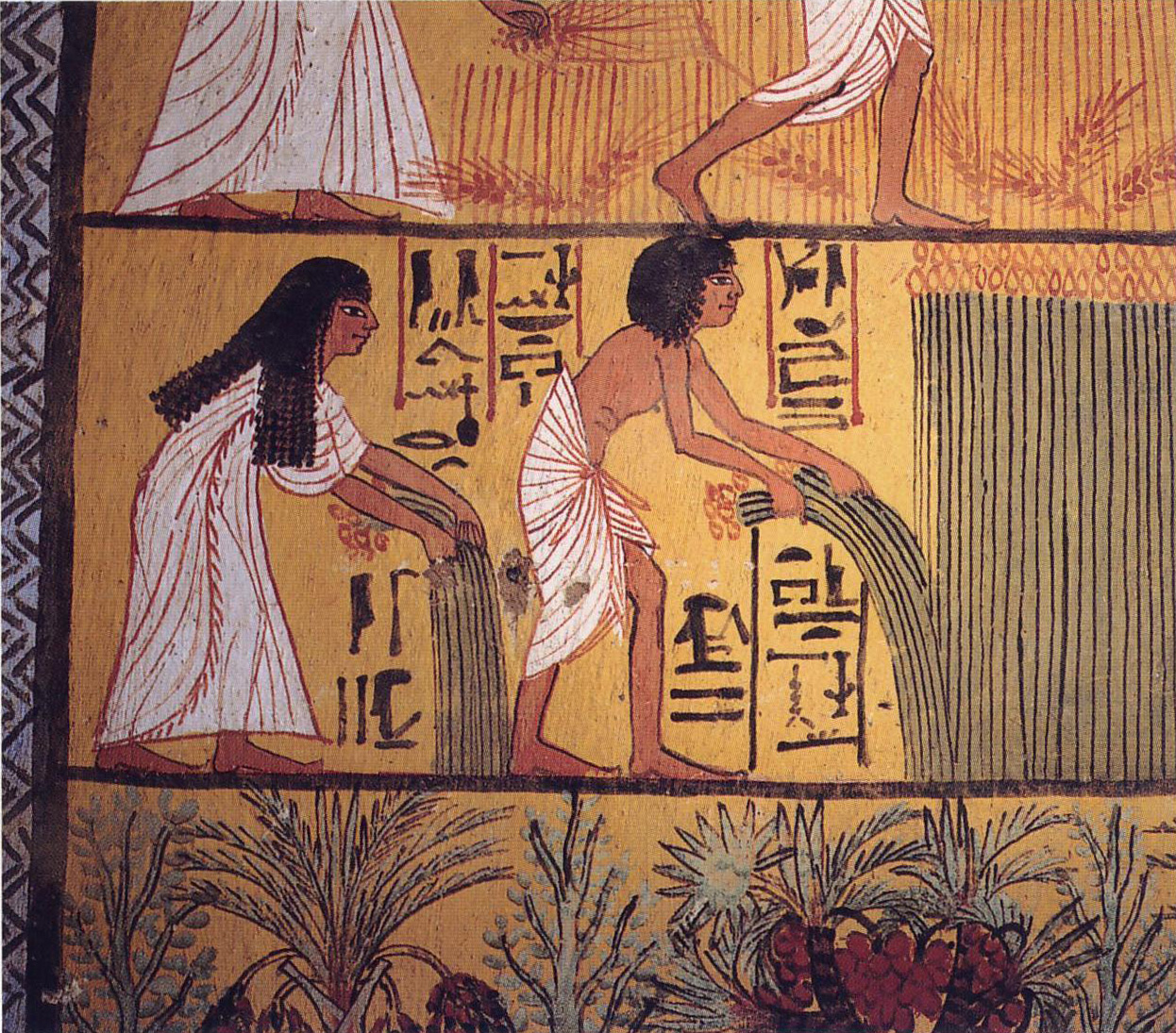
Veteskörd i Aaru

Aaru (Yaaru, Iaru eller Aalu) är den himlalika underjorden i egyptisk mytologi. Där lever de som vägt mindre än Sanningens fjäder i välbehag i Osiris eviga rike. Platsen beskrivs som en arkipelag av vetefältsfyllda öar, i öster där solen går upp. Aaru är det egyptiska ordet för kaveldun.